# Chi Lăng (phường)
Chi Lăng là một phường thuộc tỉnh An Giang, Việt Nam.

## Lịch sử
Trước đây, Chi Lăng vốn là một phần xã Tú Tề thuộc huyện Bảy Núi.
Thị trấn Chi Lăng được thành lập vào ngày 25 tháng 4 năm 1979 trên cơ sở tách các ấp Voi 1, Voi 2 của xã Tú Tề vừa giải thể. Khi mới thành lập, thị trấn thuộc huyện Bảy Núi.
Ngày 23 tháng 8 năm 1979, huyện Bảy Núi được chia thành hai huyện Tri Tôn và Tịnh Biên, thị trấn Chi Lăng trở thành huyện lỵ huyện Tịnh Biên. Đến năm 1986, huyện lỵ huyện Tịnh Biên được dời từ thị trấn Chi Lăng về thị trấn Nhà Bàng.
Ngày 17 tháng 10 năm 2003, Chính phủ ban hành Nghị định 119/2003/NĐ-CP. Theo đó, điều chỉnh 1.225 ha diện tích tự nhiên và 4.387 người của thị trấn Chi Lăng để thành lập xã Núi Voi.
Sau khi điều chỉnh địa giới hành chính, thị trấn Chi Lăng còn lại 713 ha diện tích tự nhiên và 7.372 người.
Ngày 13 tháng 2 năm 2023, Ủy ban Thường vụ Quốc hội ban hành Nghị quyết số 721/NQ-UBTVQH15 (nghị quyết có hiệu lực từ ngày 10 tháng 4 năm 2023). Theo đó, thành lập thị xã Tịnh Biên và thành lập phường Chi Lăng thuộc thị xã Tịnh Biên trên cơ sở toàn bộ 6,71 km² diện tích tự nhiên, 10.545 người của thị trấn Chi Lăng.

## Hình ảnh

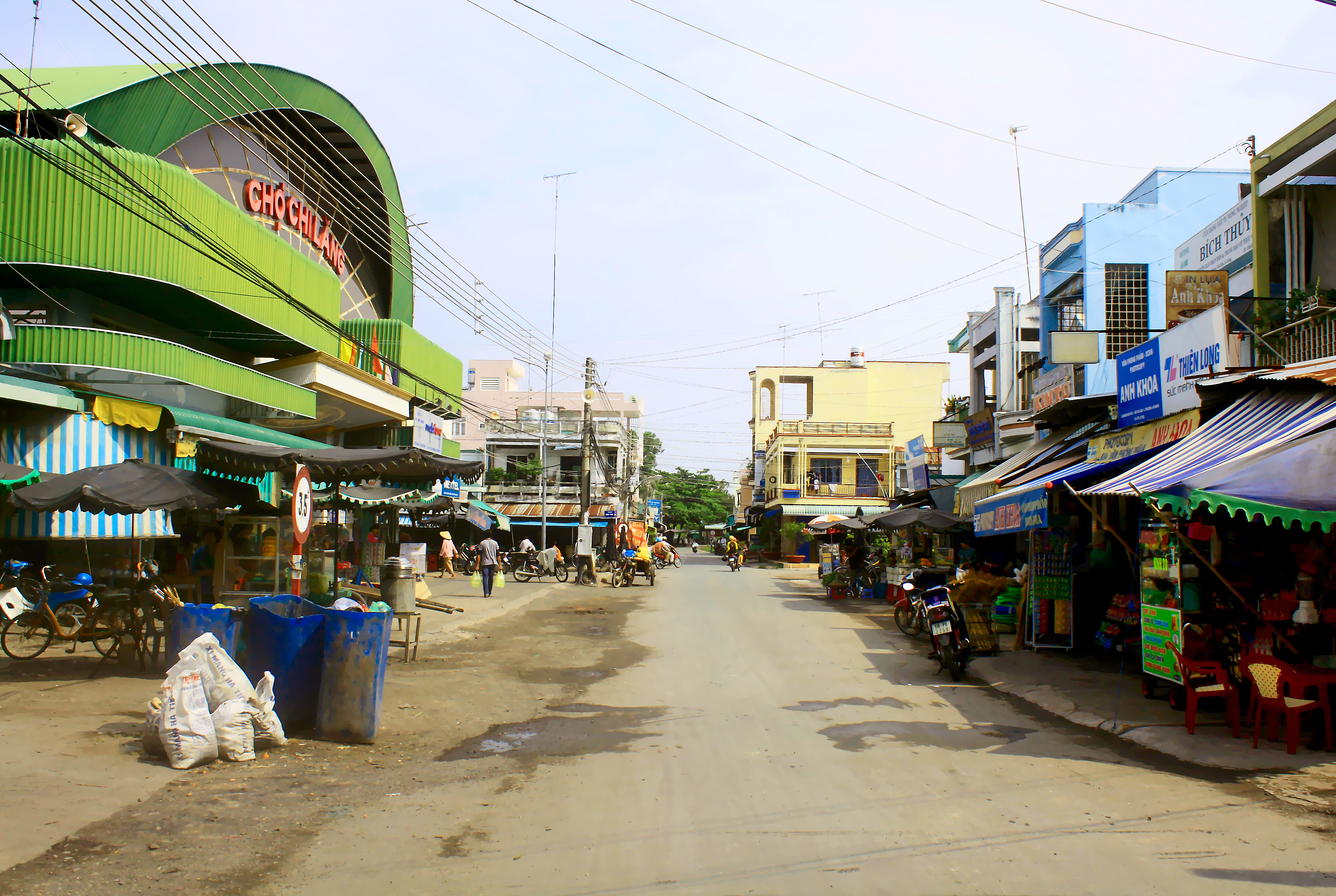
Một góc chợ Chi Lăng (khu 2) ở phường Chi Lăng
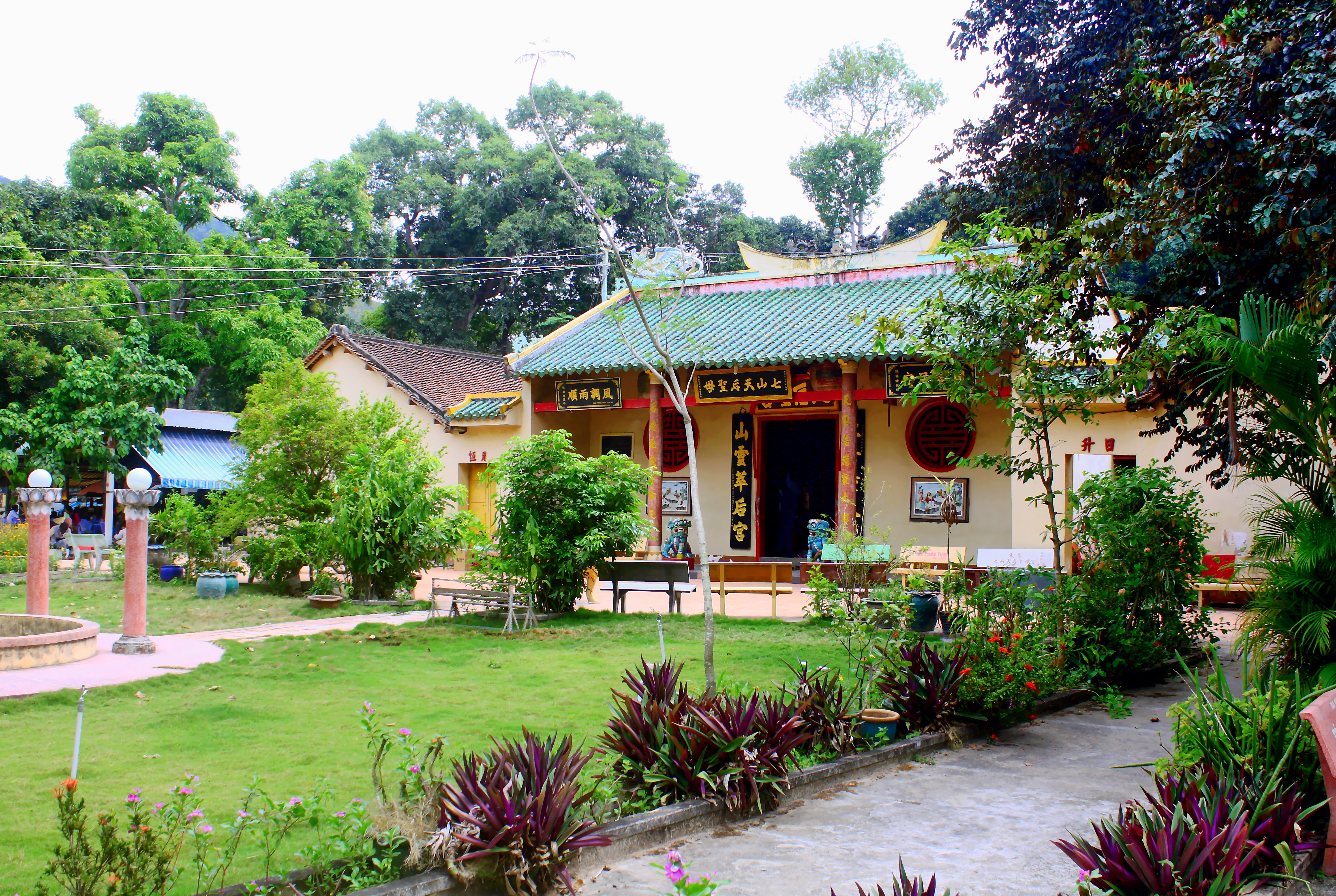
Chùa Bà Nước Hẹ của tộc người Việt gốc Hẹ thờ Thiên Hậu Thánh mẫu